# Escut de Fogars de Montclús
L'escut oficial de Fogars de Montclús té el següent blasonament:
Escut caironat: de sable, un mont floronat d'argent movent de la punta, acompanyat de 2 flames o focs d'or, un a cada costat. Per timbre una corona mural de poble.

## Història
Va ser aprovat el 31 de gener del 1983 i publicat al DOGC el 2 de març del mateix any amb el número 308. Correcció d'errada publicada el 18 de maig al DOGC número 329.
El mont floronat són les armes parlants dels barons de Montclús, antics senyors del poble. També les dues fogueres a banda i banda del mont són parlants i fan referència al nom del poble.